# Choerodon zamboangae
Choerodon zamboangae es una especie de peces de la familia Labridae en el orden de los Perciformes.

## Morfología
Los machos pueden llegar alcanzar los 45 cm de longitud total.

## Distribución geográfica
Se encuentra desde Filipinas hasta Indonesia y el noroeste de Australia.